# Toby Jones
Tobias Edward Heslewood Jones (Hammersmith, Inglaterra, 7 de septiembre de 1966), conocido como Toby Jones, es un actor británico que ha trabajado en numerosas películas y series de televisión. Algunos de sus papeles más prominentes han sido en: Infamous (2006), The Mist (2007), W. (2008), Frost/Nixon (2008), Capitán América: el primer vengador (2011), Tinker Tailor Soldier Spy (2011), Berberian Sound Studio (2012), Los juegos del hambre (2012), Captain America: The Winter Soldier (2014), Tale of Tales (2015) y Dad's Army (2016). También ha dado voz al elfo Dobby en las películas de Harry Potter y a Aristides Silk en Las aventuras de Tintín: El secreto del unicornio (2011).[cita requerida]
Sus apariciones en series de televisión incluyen la miniserie de 2012 Titanic, Agent Carter, Wayward Pines y Doctor Who. Ha sido nominado a un Globo de Oro por su papel del aclamado director de cine Alfred Hitchcock en la película para televisión The Girl.[cita requerida]

## Primeros años
Jones nació el 7 de septiembre de 1966 en Hammersmith, Londres, Inglaterra, hijo primogénito de los actores Jennifer (nacida Heslewood) y Freddie Jones, con quien ha aparecido en la película Ladies in Lavender. Tiene dos hermanos menores, Rupert, quien es director de cine, y Casper, también actor. Asistió a la Christ Church Cathedral School y en la Abingdon School en Oxfordshire en la década de 1980. También realizó estudios de arte dramático en la Universidad de Mánchester durante los años 1986-1989.

## Carrera
Jones ha aparecido en más de veinte películas desde su primer papel en 1992 en la película Orlando. También le dio voz a Dobby, el elfo doméstico, en las películas Harry Potter y la cámara secreta y  Harry Potter y las Reliquias de la Muerte: parte 1.
También interpreta al genetista nazi loco Arnim Zola en la superproducción de Marvel The First Avenger: Captain America, parte del emprendimiento coral de The Avengers, además de Ollie Weeks, personaje ficticio procedente de una novela de Stephen King adaptada al cine como La Niebla.
También aparece en la película de 2004, Finding Neverland como Smee. En 2011, aparece en Tinker Tailor Soldier Spy como Percy "Tinker" Alleline. En 2012, interpreta a Claudius Templesmith en Los juegos del hambre y también a uno de los enanos, Coll, en Snow White & the Huntsman y como el Amo del sueño en la serie Doctor Who.

## Vida personal
Jones contrajo matrimonio con su novia de más de dos décadas Karen en julio de 2014. La pareja tiene dos hijas, Madeleine y Holly.

## Filmografía
| Año       | Título                                             | Rol                               | Notas |
| --------- | -------------------------------------------------- | --------------------------------- | --- |
| 1992      | Orlando                                            | Valet                             | |
| 1993      | Naked                                              | Hombre en el salón de té          | |
| 1993      | Dropping the Baby                                  | Babyman                           | |
| 1994      | Cadfael                                            | Grifo                             | |
| 1998      | Cousin Bette                                       | Hombre en el Café de los Artistas | |
| 1998      | Les Misérables                                     | Portero                           | |
| 1998      | Ever After: A Cinderella Story                     | Paje real                         | |
| 1999      | Simon Magus                                        | Buchholz                          | |
| 1999      | Juana de Arco                                      | Juez inglés                       | |
| 1999      | Los asesinatos de Midsomer (Serie de TV)           | Dr Dan Peterson                   | Temporada 2, episodio 2 - "El crimen del bosque" Temporada 2, episodio 4 - "Hablará la sangre" Temporada 3, episodio 1 - "Muerte de un extraño" Temporada 3, episodio 2 - "Pánico en el asilo" Temporada 3, episodio 3 - "El día del juicio"                                         |
| 2000      | Hotel Splendide                                    | Chico de la cocina                | |
| 2000      | The Nine Lives of Tomas Katz                       | Empleado público                  | |
| 2002      | Harry Potter y la cámara secreta                   | Dobby                             | Voz |
| 2002      | 15 Storeys High                                    | Hombre obsesivo-compulsivo        | Temporada uno, episodio 4: "Ice Queen" |
| 2004      | La última primavera                                | Hedley                            | |
| 2004      | Finding Neverland                                  | Smee                              | |
| 2005      | Mrs. Henderson presenta                            | Gordon                            | |
| 2006      | A Harlot's Progress                                | William Hogarth                   | |
| 2006      | Elizabeth I                                        | Robert Cecil, conde de Salisbury  | |
| 2006      | Infamous                                           | Truman Capote                     | Premio del London Film Critics Circle al actor británico del año |
| 2006      | The Sickie                                         | Douglas Knott                     | |
| 2006      | The Painted Veil                                   | Waddington                        | Nominado – Premio del London Film Critics' Circle al actor de reparto británico del año |
| 2007      | Amazing Grace                                      | Duque de Clarence                 | |
| 2007      | Nightwatching                                      | Gerard Dou                        | |
| 2007      | The Mist                                           | Ollie Weeks                       | |
| 2007      | St Trinian's                                       | Bursar                            | |
| 2007      | The Old Curiosity Shop                             | Daniel Quilp                      | |
| 2008      | City of Ember                                      | Bardon Snode                      | |
| 2008      | W.                                                 | Karl Rove                         | |
| 2008      | Frost/Nixon                                        | Swifty Lazar                      | |
| 2009      | Creation                                           | Thomas Huxley                     | |
| 2009      | St Trinian's 2: The Legend of Fritton's Gold       | Bursar                            | |
| 2010      | Sex & Drugs & Rock & Roll                          | Hargreaves                        | |
| 2010      | Mo                                                 | Dr. Mark Glaser                   | |
| 2010      | Doctor Who                                         | The Dream Lord                    | Temporada 5, episodio 7: "Amy's Choice" |
| 2010      | Agatha Christie's Poirot                           | Samuel Rachett / Cassetti         | Temporada 12, episodio 4: "Murder on the Orient Express" |
| 2010      | Harry Potter y las Reliquias de la Muerte: parte 1 | Dobby                             | Voz |
| 2010      | Virginia                                           | Max                               | |
| 2011      | The Rite                                           | Padre Matthew                     | |
| 2011      | Your Highness                                      | Julie                             | |
| 2011      | Capitán América: el primer vengador                | Arnim Zola                        | |
| 2011      | Tinker Tailor Soldier Spy                          | Percy Alleline                    | |
| 2011      | Christopher and His Kind                           | Gerald Hamilton                   | |
| 2011      | My Week with Marilyn                               | Arthur P. Jacobs                  | |
| 2011      | Las aventuras de Tintín: el secreto del Unicornio  | Aristides Silk                    | |
| 2012      | Los juegos del hambre                              | Claudius Templesmith              | |
| 2012      | Titanic                                            | John Batley                       | Miniserie |
| 2012      | The Girl                                           | Alfred Hitchcock                  | Nominado – Premio de la British Academy Television al mejor actor Nominado – Premio Critics' Choice Television al mejor actor de película/miniserie Nominado – Globo de Oro al mejor actor de miniserie o telefilme Nominado – Primetime Emmy al mejor actor - Miniserie o telefilme |
| 2012      | Red Lights                                         | Dr. Paul Shackleton               | |
| 2012      | Snow White & the Huntsman                          | Coll                              | |
| 2012      | Berberian Sound Studio                             | Gilderoy                          | Premio BIFA a la mejor actuación por un actor en una película independiente británica Premio del London Film Critics' Circle al mejor actor británico del año |
| 2013      | Los juegos del hambre: en llamas                   | Claudius Templesmith              | |
| 2013      | Leave To Remain                                    | Mr. Nigel                         | |
| 2013      | God Only Knows                                     | Jerry                             | |
| 2014      | Captain America: The Winter Soldier                | Arnim Zola                        | Voz |
| 2014      | Muppets Most Wanted                                | Guardia del museo del prado       | Cameo |
| 2014      | Marvellous                                         | Neil Baldwin                      | |
| 2015      | Agent Carter                                       | Arnim Zola                        | Episodio "Valediction" |
| 2015      | Tale of Tales                                      | Rey de Highhills                  | |
| 2015      | The Man Who Knew Infinity                          | John Edensor Littlewood           | |
| 2015-2016 | Wayward Pines                                      | Dr. Jenkins/David Pilcher         | |
| 2016      | Morgan                                             | Dr. Simon Ziegler                 | |
| 2016      | Dad's Army                                         | Capitán Mainwaring                | |
| 2017      | Sherlock                                           | Culverton Smith                   | |
| 2017      | Atómica                                            | Eric Gray                         | |
| 2018      | Jurassic World: El reino caído                     | Wheaton                           | |
| 2019      | Cristal Oscuro: La era de la resistencia           | Librarian                         | Voz |
| 2020      | Su último deseo                                    |                                   | |
| 2020      | Archive                                            | Vincent Sinclair                  | |
| 2021      | What If...?                                        | Arnim Zola                        | Voz |
| 2021      | Infinite                                           | Bryan Porter                      | |
| 2021      | La vida electrizante de Louis Wain                 | Sir William Ingram                | |
| 2022      | Harry Potter 20th Anniversary: Regreso a Hogwarts  | Él mismo                          | Especial de TV, de HBO Max |
| 2022      | Empire of Light                                    | Norman                            | |
| 2022      | El prodigio                                        | Dr McBrearty                      | |
| 2023      | Indiana Jones and the Dial of Destiny              | Basil                             | |
| 2024      | The Instigators                                    | Alan Flynn                        | |
| 2025      | Tierra de mafiosos                                 | Colin Tattersall                  | |